# 276 aC
El 276 aC va ser un any del calendari romà prejulià. A la República i a l'Imperi Romà es coneixia com l'Any del Consolat de Gurges i Clepsina (o també any 478 ab urbe condita). La denominació «276 aC» per a aquest any s'ha emprat des de l'edat mitjana, quan el calendari Anno Domini va ser el mètode prevalent a Europa per a anomenar els anys.

## Esdeveniments

### Àsia Menor
- Ptolemeu II d'Egipte envaeix Síria fins a la regió de Damasc, que considera dins de la seva zona d'influència. Antíoc I, que era a Sardes, va a la regió i rebutja als egipcis.[2]

### República de Roma
- Pirros, rei de l'Epir, marxa de Sicília i torna a Itàlia. Quan passa per l'estret de Messina, l'ataca una flota cartaginesa i perd 70 naus. Desembarca i s'enfronta amb els mamertins que s'havien desplaçat des de Sicília, però els derrota i arriba finalment a Tàrent.[3]
- Consolat de Quint Fabi Màxim Gurges i Gai Genuci Clepsina.[4]
- Màxim Gurges, segons els Fasti obté un triomf sobre «de Samnitibus, Lucancis et Bruttiis» (els samnites, els lucans i els brutis).[5]
- Aquest any hi ha una plaga de pesta a Roma.[6]

## Naixements
- Eratòstenes (en llatí: Eratosthenes, en grec antic: Ἐρατοσθένης), matemàtic, geògraf i astrònom.[7]